# カーメル (ニューヨーク州)
カーメル（英: Carmel、発音はカームル（CAR-m'l）に近い）は、アメリカ合衆国ニューヨーク州のパットナム郡にある町。人口は3万3576人（2020年）。マンハッタンの北80㎞に位置している。
カーメル町はパットナム郡の南側境界上にある。町内に法人化された村は無いが、カーメルとマホパックという小集落（国勢調査指定地域、CDP）があり、どちらも村と考えてもよいほどの人口がある。特にカーメルの小集落は公式のパットナム郡庁所在地となっている。

## 歴史

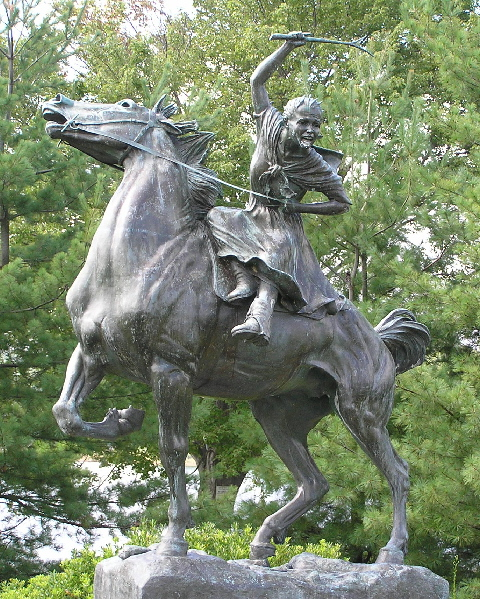
グレナイダ・アベニューにあるシビル・ルディントンの彫像

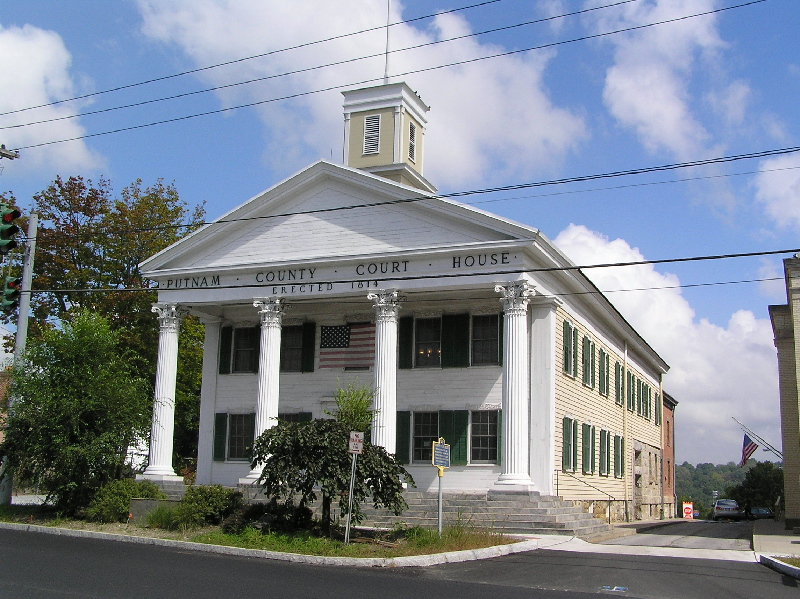
旧パットナム郡庁舎

カーメルは、スザンナ・・フィリップスとメアリー・フィリップスに渡された、当初フィリップス特許と呼ばれた領域の一部に設立された。1777年4月26日夜、イギリス軍が近くのコネチカット植民地ダンベリーの焼き討ちを始めたという報せを受けた後、16歳のシビル・ルディントンが馬のスターに乗り、カーメル、マホパック、ケントクリフス、ファーマーズミルズの集落を夜通し駆け回り、イギリス軍が来ていることを警告して回り、夜明け前に帰宅した。この女性版ポール・リビアの働きを顕彰する彫像がグレナイダ湖の傍に立っている。独立戦争中フィリップスの土地は、一家がロイヤリストのシンパだったために押収され、その後競売で売却された。
カーメルは1795年にフレデリックスタウンの町から分離し、町として設立された。同年にパターソンの町もフレデリックスタウンから分離しており、フレデリックスタウンの残りはケント町となった。カーメルは1812年に郡庁所在地に指定された。1861年、カーメル町の小部分が分離し、パットナムバレーの町に付加された。

### パットナム郡庁舎
初代のパットナム郡庁舎は、郡が設立された直後の1814年に建設された。これはニューヨーク州で2番目に古い現役の郡庁舎である。グレナイダ・アベニューにあるこのランドマークは古典的な前面ファサードがある。1844年に1度絞首刑があり、1855年には監獄が付け加えられた。新しいパットナム郡庁舎は2008年初期に、グレナイダ・アベニューの近くに完成した。

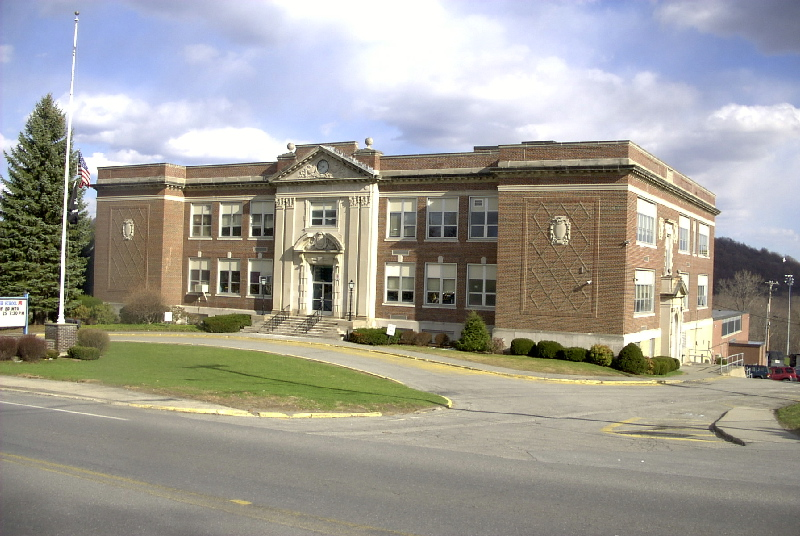
カーメル高校

## 町政府
カーメルは町政委員会が統治している。町役場はマホパックのマカルピン・アベニューにある。主要な警察組織はカーメル警察署である。

## 教育
ジョージ・フィッシャー中学校がカーメルの主要な中学校である。1963年に建設され、建築家のジョージ・フィッシャーの名前が付けられた。1,000人以上の生徒を受け入れることができ、5年生から8年生を教えている。音楽教育が著名である。
カーメル高校は1929年に建設され、1,843人の生徒を受け入れ、町の中心にある郵便局とは通り向かいのフェア通り沿いにあこれまで4度拡張してきた。1回目はニューディール政策の金を使った1936年であり、2回目は1969年、3回目は1980年だった。4回目の拡張が2007年夏に完成し、新しいウィングは9月に開放された。最新式の科学教室と新しい図書館が入っている。

## 地理
アメリカ合衆国国勢調査局に拠れば、町域全面積は40.7平方マイル (105 km2)であり、このうち陸地36.1平方マイル (93 km2)、水域は4.6平方マイル (12 km2)で水域率は11.26%である。
町の南側境界はウエストチェスター郡との境になっている。ニューヨーク市のセントラル・パークから北約50マイル (80 km)、コネチカット州ダンベリーから西に約10マイル (16 km) に位置している。

### 著名な場所と組織
- アームズ・エーカーズ、アルコールと薬物乱用の治療施設、129床の住居型、1982年に慈善事業家のウィニフレッド・アームズが設立、セミナリーヒル道路沿いの54エーカー (220,000 m2) の土地にある
- カーメル高校、カーメル中央教育学区に属す
- センテニアル・ゴルフ・クラブ、27ホールのゴルフコース、広さ340エーカー (1.4 km2)、ジョン・シンプソン道路沿いにある
- ジリード墓地、1766年からの墓石がある、19世紀を通じて主要な墓所であり、エノック・クロスビーなどアメリカ独立戦争の兵士が埋葬されている
- パットナム郡公園、広さ200エーカー (0.81 km2) あり、ハイキング道、キャンプ場、湖水浴、アイススケートが楽しめる
- パットナム病院センター、1964年開院、164床、非営利救急医療病院であり、ストーンリー・アベニューにある
- リード記念図書館、1914年開館、アリエッタ・クレーン・リードの亡き夫のウィリアム・ベルデン・リードの記憶のために建設、アメリカ国道6号線とニューヨーク州道52号線の角にある
- スモーリーの宿屋とレストラン、当初はトマス・テイラー大佐が1852年に建設、州道52号線（グレナイダ・アベニュー）沿いにある
- カーメル町警察署、町の警察、マホパックのマカルピン・アベニュー沿いにある
- 9/11 慰霊碑、スペイン・コーナーストーン公園、フェア通りと州道52号線の角、同時多発テロで亡くなった町の住民8人に捧げられた

### カーメル町の中の地域社会と場所
- ボールドウィン・プレース – 町の南西隅にある小集落
- カーメル – 町の北東隅にある小集落
- カーメルヒルズ – 町の南にある小集落
- クラフツ – かつては独自の郵便局がある小集落だった、アメリカ国道6号線の南、ドルービル道路近く、ピルグリム・ファーザーズの子孫であるクラフト家から名付けられた
- フィールドコーナーズ –
- ホプキンスコーナーズ –
- ハウスマンコーナーズ –
- マホパック – カーメル町政府が所在する小集落
- マホパックフォールズ – 町の南西隅にある小集落
- マホパックマインズ – 町の東側、旧エイムズのビルに近い廃坑
- マホパックポイント – カーメル町の最東部
- マクローリンエーカーズ –
- ロックヒルキャンプ – ガールスカウトのキャンプ場、1922年開所、マホパックのロング池沿いにある
- セジウッドクラブ – 元カーメル・カントリークラブ、民営のゴルフとテニスの施設がある地域社会、カーメル小集落に近い
- セコールコーナーズ –
- スティルウォーター – 町の南西隅にある小集落
- ティリーフォスター – 町の南東にある小集落、東部境界線に近い

## 人口動態
以下は2000年の国勢調査による人口統計データである。
| 基礎データ - 人口: 33,196人 - 男性: 49.0% - 女性: 51.0% - 年齢の中央値: 40.1歳 - 平均世帯構成人数: 2.99人 | 人種別人口構成 - 白人: 90.5% - アフリカン・アメリカン: 1.0% - アジア人: 3.0% - その他の人種: 2.7% - ヒスパニック・ラテン系: 8.0% | - 収入の中央値 - 世帯: 91,394米ドル（2007年データ） - 人口1人あたり収入: 38,372米ドル（2009年データ） - 高校卒業率: 94.1% - 大学卒業率: 42.1% |

## 著名な出身者
- ルー・アルバーノ、リング名キャプテン・ルー、プロレスラー、レスリングマネジャー